# Napoléon Mortier de Trévise
Pour les articles homonymes, voir Mortier.
Napoléon Mortier, duc de Trévise, né le 6 aout 1804 à Issy-les-Moulineaux et mort le 29 décembre 1869 à Sceaux, est un agronome et homme politique français.

## Biographie
Napoléon Mortier est le fils d’Anne Hymmès (1779-1855) et d'Édouard Mortier, fait maréchal d'Empire en 1804 et duc de Trévise en 1808, et qui, après avoir conquis le Hanovre, en 1803, et s’être fait un des plus grands noms militaires de la France du premier Empire, a péri, boulevard du Temple, par l’effet de la machine infernale de Fieschi, en 1835, à côté de Louis-Philippe Ier, légèrement atteint par les projectiles. Le roi, voulant témoigner au fils la reconnaissance qu’il avait vouée au maréchal Mortier, l’a nommé chevalier d’honneur de la duchesse d’Orléans puis, voyant son attachement aux principes de la monarchie constitutionnelle, il l’a élevé au rang de pair de France, le 3 avril 1815.
La révolution de février 1848 l’ayant éloigné momentanément de la vie politique, il s’est rallié au prince président, après le coup d'État du 2 décembre 1851, et a été élevé par l’Empereur Napoléon III à la dignité de sénateur, par décret du 4 mars 1853. Élevé au rang d’officier de la Légion d’honneur depuis le 26 avril 1846, il est passé à celui de commandeur.
Il a consacré aux travaux agricoles les loisirs que lui laissent les affaires et, en présidant à l’exploitation de ses riches domaines, situés principalement dans l’arrondissement de Sceaux, il s’est acquis un nouveau titre à l’estime de ses concitoyens qui, dès l’année 1840, l’avaient élu membre du conseil général de la Seine.
Il avait trois sœurs : Caroline (1800-1842), épouse, en 1819, d’Hippolyte de Gueulluy (1784-1871) ; Sophie (1803-1883), épouse de Charles Certain de Bellozanne (1795-1840) ; et Ève (1814-1890), épouse, en 1836, de César Gudin (1798-1874).
Il a épousé, le 24 septembre 1828, à Paris Anne-Marie Lecomte-Stuart (1808-1870), fille de Jean-François Hippolyte Lecomte, riche négociant, originaire de La Boussac, qui avait acquis le domaine de Sceaux comme bien national en 1798 et détruit le château éponyme en 1803.
Entre 1856 et 1862, ils font construire un nouveau château de style Louis XIII par l'architecte Joseph-Michel Le Soufaché et replanter le parc selon les dessins de Le Nôtre. Ils donnent dans leur domaine de Sceaux fêtes et réceptions brillantes.